# Kinau (Mondkrater)
Der Mondkrater Kinau liegt auf der erdzugewandten Seite des Mondes in tiefen südlichen Breiten, südöstlich des Kraters Jacobi. Es ist ein kleiner, durch spätere Einschläge stark erodierter Krater.
Der Kraterrand ist stark von späteren Einschlägen beschädigt worden und wird von zwei kleinen Kratern überlagert. Der Kraterboden ist fast strukturlos, abgesehen von winzigen Einschlagkratern.

## Historie
Er wurde ursprünglich 1837 von Johann Heinrich Mädler und Wilhelm Beer in ihrem Buch Der Mond als Jacobi D aufgelistet. 1876 schlug Edmund Neison (Edmund Neville) in The Moon; and the Condition and Configuration of its Surface vor, diesen Krater zu Ehren des Selenographen Kinau zu benennen. Die IAU folgte 1932 diesem Vorschlag.
1938 publizierte die Historische Abteilung der British Astronomical Association (BAA) Who's Who on the Moon. Darin wird als Namensgeber ein Botaniker und Selenograph C.A. Kinau genannt, der ein Beamter auf den südböhmischen Besitzungen der Fürsten Schwarzenberg gewesen sein soll und 1842 zwei Bücher über Pilze und Giftpflanzen veröffentlicht haben soll. Diese Angaben finden sich auch in den offiziellen Listen des US Geological Survey.
Historiker, die zum einen eine Neuauflage des Who's Who… und zum andern unabhängige Bücher über Mondbeobachter vorbereiten, konnten jedoch trotz weltweiter Suche keine Spur eines Botanikers Kinau finden. Im lange einzigen bekannten Artikel Kinaus in Jahns Wöchentlichen Unterhaltungen… wird er als Predigtamts-Candidat Kinau, Lehrer an der Knabenschule in Schönebeck bei Magdeburg vorgestellt. Diese biographischen Details führen eindeutig zu dem späteren Suhler Pfarrer Gottfried Adolf Kinau.
Anfang April 2007 wurde der Namensgeber C. A. Kinau in den Listen des US Geological Survey durch Adolph Gottfried Kinau ersetzt.

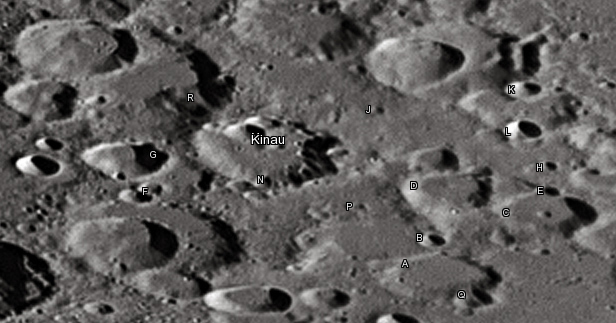
Kinau und seine Nebenkrater

Kinau hat sechzehn Nebenkrater:
| Buchstabe | Position           | Durchmesser | Link |
| --------- | ------------------ | ----------- | ---- |
| A         | 62,26° S, 19,92° O | 34 km       |      |
| B         | 61,66° S, 19,1° O  | 8 km        |      |
| C         | 60,72° S, 20,51° O | 30 km       |      |
| D         | 60,69° S, 18,49° O | 26 km       |      |
| E         | 60,24° S, 20,17° O | 7 km        |      |
| F         | 62,22° S, 13,36° O | 10 km       |      |
| G         | 61,58° S, 12,63° O | 23 km       |      |
| H         | 59,84° S, 19,74° O | 6 km        |      |
| J         | 59,61° S, 16,05° O | 5 km        |      |
| K         | 58,63° S, 18,1° O  | 9 km        |      |
| L         | 59,34° S, 18,73° O | 10 km       |      |
| M         | 60,64° S, 14,28° O | 11 km       |      |
| N         | 61,41° S, 15,31° O | 5 km        |      |
| P         | 61,43° S, 17,31° O | 5 km        |      |
| Q         | 62,52° S, 20,97° O | 11 km       |      |
| R         | 60,3° S, 11,57° O  | 61 km       |      |